# Gens Fabricia
La Gens Fabricia era una famiglia plebea dell'antica Roma. I membri di questa gens sono noti dall'inizio del III secolo a.C. fino alla fine della Repubblica, ma raramente raggiunsero posizioni di rilievo nello Stato romano.

## Origine
I Fabricii sembrano appartenere originariamente alla città ernica di Aletrium, dove compaiono già all'epoca di Cicerone. Il primo Fabricius che compare nella storia è il celebre Gaio Fabricio Luscino, che si distinse nella guerra contro Pirro e che fu probabilmente il primo dei Fabricii a lasciare il suo luogo natale e a stabilirsi a Roma. Sappiamo che nel 306 a.C., poco prima della guerra con Pirro, la maggior parte delle città erniche si ribellarono a Roma, ma furono sottomesse e costrette ad accettare il diritto romano senza suffragio; a tre città, Aletrium, Ferentinum e Verulae, che erano rimaste fedeli a Roma, fu concesso di mantenere la loro costituzione precedente: cioè, rimasero a Roma in rapporto di isopolio. 
Gaio Fabricio Luscino lasciò probabilmente Aletrium in quel periodo o poco dopo e si stabilì a Roma, dove, come altri coloni provenienti da città isopolite, salì presto ad alti onori. 
Oltre a questo Fabricius, nessun altro membro della sua famiglia sembra essere salito a Roma ad una posizioni di grande rilievo.

## Praenominautilizzati
I primi Fabricii prediligevano i praenomina Gaius e Lucius. Nelle generazioni successive troviamo anche Quintus e Aulus.

## Rami ecognomina
Luscinus è l'unico cognomen dei Fabricii che si incontra sotto la Repubblica. Al tempo dell'Impero troviamo un Fabricius con il cognomen Veiento. Ce ne sono alcuni senza cognomen.

## Membri
Questo elenco include praenomina abbreviati. Per una spiegazione di questa pratica, vedi Onomastica romana.
- Gaio Fabricio, nonno del console del 282 a.C.
- Gaio Fabricio C. f., padre del console del 282 a.C.
- Gaio Fabricio Luscino, console nel 282 e nel 278 a.C., e censore nel 275.
- Gaio Fabricio (C. f. C. n.) Luscino, pretore urbano nel 195 a.C., e legato del console Lucio Cornelio Scipione Asiatico nel 190.[2]
- Gaio e Lucio Fabricio appartenevano al municipium di Aletrium, ed erano gemelli. Secondo Cicerone erano entrambi uomini di cattivo carattere; C. Fabricio, in particolare, fu accusato di essersi fatto usare come strumento da Oppianico, intorno al 67 a.C., per distruggere Aulo Cluenzio.[3]
- Lucio Fabricio C. f., fu curator viarum nel 62 a.C., e costruì un nuovo ponte di pietra, che collegava la città con l'isola sul Tevere, e che fu chiamato, da lui, pons Fabricius.  L'epoca di costruzione del ponte è espressamente citata da Cassio Dione, e il nome del suo autore è ancora visibile sui resti del ponte, che ora porta il nome di ponte quattro capi.  Lo scoliaste di Orazio qualifica erroneamente console il Fabricius che costruì questo ponte.  Esiste anche una moneta con il nome di Lucio Fabricio.[4][5][6][7]
- Quinto Fabricio, tribuno della plebe nel 57 a.C. Durante tale carica presentò al popolo una mozione affinché Cicerone, che si trovava in esilio, fosse richiamato già nel mese di gennaio di quell'anno; il tentativo fu vanificato da Publio Clodio Pulcro con la forza armata.  Nel Monumentum Ancyranum e in Cassio Dione è menzionato come console suffecto dell'anno 36 a.C.[8][9]
- Lucio Fabricio, un duumvir di Carthago Nova tra il 54 e il 40 a.C.. Durante la sua magistratura coniò monete di bronzo.[10]
- Quinto Fabricio, console suffetto nel 2 a.C.. Fu un novus homo.
- Aulo Fabricio Veiento, pretore durante il regno di Nerone, fu bandito per aver pubblicato una serie di libelli e per aver presumibilmente venduto gli onori concessi dall'imperatore.  In seguito tornò a Roma e divenne un favorito di Domiziano. Secondo Aurelio Vittore fu console sotto Domiziano, anche se il suo nome non compare nei fasti consolari.